# Кастельморон-д’Альбре
Кастельморон-д’Альбре (с фр. Castelmoron-d'Albret, окс. Castèl Mauron d'Albret) — коммуна на юге Франции, в департаменте Жиронда региона Аквитания.

## Географическое положение
Кастельморон д'Альбре — самая маленькая коммуна Франции, расположенная в самом большом по площади департаменте европейской части Франции. Находится в 57 км к юго-востоку от Бордо — административного центра департамента, в 29 км к северо-востоку от Лангона — административного центра округа и в 9,5 км к северо-западу от Монсегюра, административного центра кантона.
Кастельморон д’Альбре граничит на севере с коммуной Комон, на юго-востоке с коммуной Римон и на юго-западе с коммуной Сен-Мартен-дю-Пюи.

## История
В эпоху Великой Французской революции путём слияния приходов Сент-Катрин-де-Кастельморон и Сен-Венсан-де-Комон образовалась коммуна Кастельморон.
В период существования Национального Конвента, в честь известного революционера коммуна называлась Кастель-Мара (фр. Castel-Marat).
Коммуна называлась Кастельморон до 1957 года, после этого к названию было добавлено обозначение д'Альбре, чтобы различать её с коммуной Кастельморон-сюр-Лот в соседнем департаменте Лот и Гаронна.

## Администрация
Список мэров Кастельморон д'Альбре
| Период    | Период      | Имя           | Партийная принадлежность |
| --------- | ----------- | ------------- | ------------------------ |
|           |             | Жозеф Дювиньо | Социалистическая партия  |
| 1967      | 2001        | Элизабет Жеро | Социалистическая партия  |
| Март 2001 | В должности | Клод Эрнандес |                          |

## Демография
В 2010 году в коммуне насчитывалось 56 жителей. Изменение численности населения можно проследить по данным переписей, проводившихся с 1793 года.
Численность населения
| 1793 | 1800 | 1806 | 1821 | 1831 | 1836 | 1841 | 1846 | 1851 |
| ---- | ---- | ---- | ---- | ---- | ---- | ---- | ---- | ---- |
| 215  | 108  | 129  | 132  | 114  | 131  | 140  | 123  | 130  |

| 1856 | 1861 | 1866 | 1872 | 1876 | 1881 | 1886 | 1891 | 1896 |
| ---- | ---- | ---- | ---- | ---- | ---- | ---- | ---- | ---- |
| 130  | 141  | 133  | 134  | 117  | 100  | 98   | 93   | 115  |

| 1901 | 1906 | 1911 | 1921 | 1926 | 1931 | 1936 | 1946 | 1954 |
| ---- | ---- | ---- | ---- | ---- | ---- | ---- | ---- | ---- |
| 106  | 136  | 136  | 97   | 103  | 105  | 81   | 82   | 85   |

| 1962 | 1968 | 1975 | 1982 | 1990 | 1999 | 2006 | 2009 | 2010 |
| ---- | ---- | ---- | ---- | ---- | ---- | ---- | ---- | ---- |
| 114  | 82   | 79   | 62   | 64   | 62   | 57   | 55   | 56   |

## Памятники и достопримечательности
- Герцогский дворец, переделанный в мэрию
- Церковь Сент-Катрин-е-Нотр-Дам, отреставрированная в XIX веке

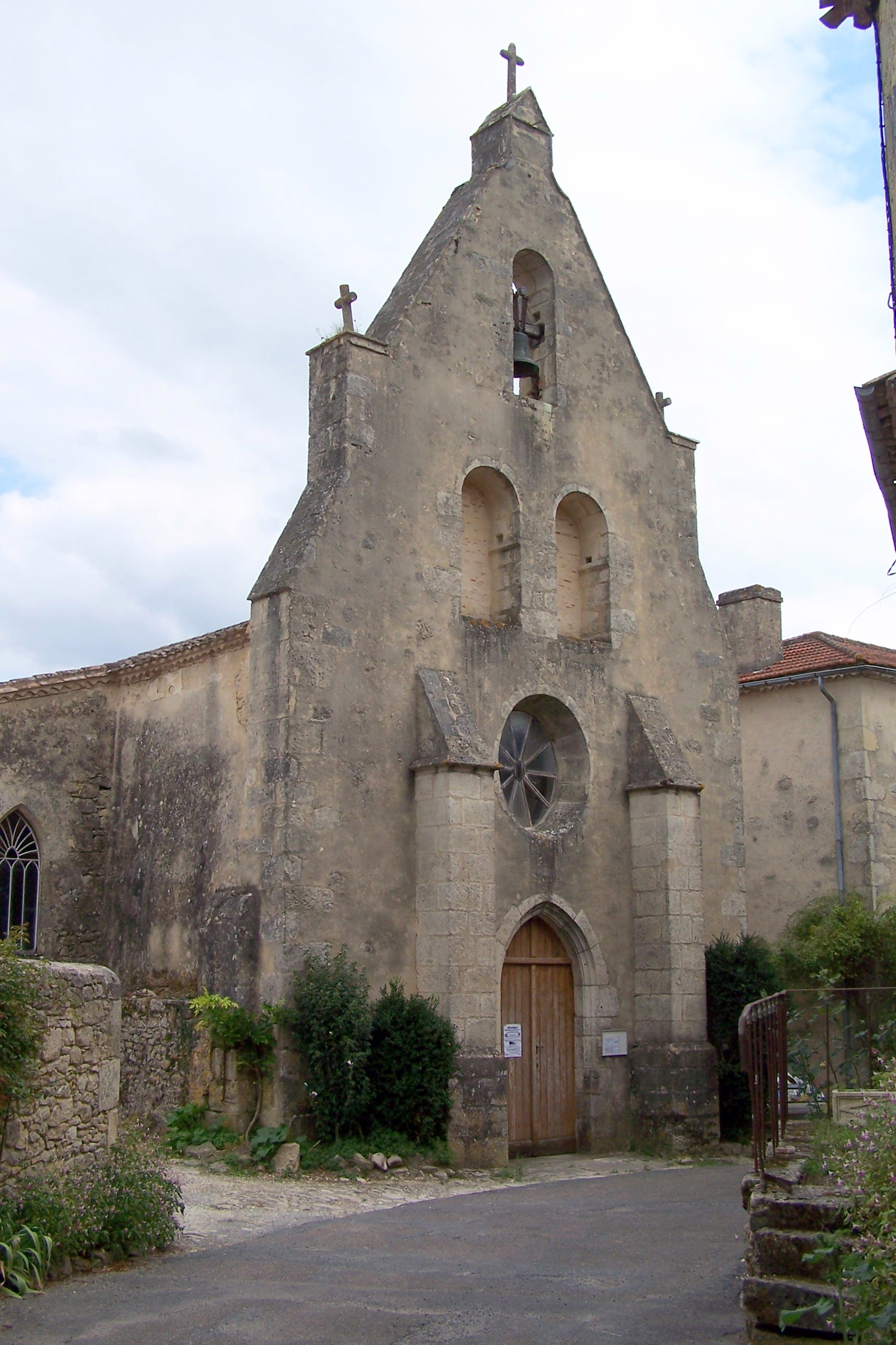
Церковь Сент-Катрин-е-Нотр-Дам (август 2011)
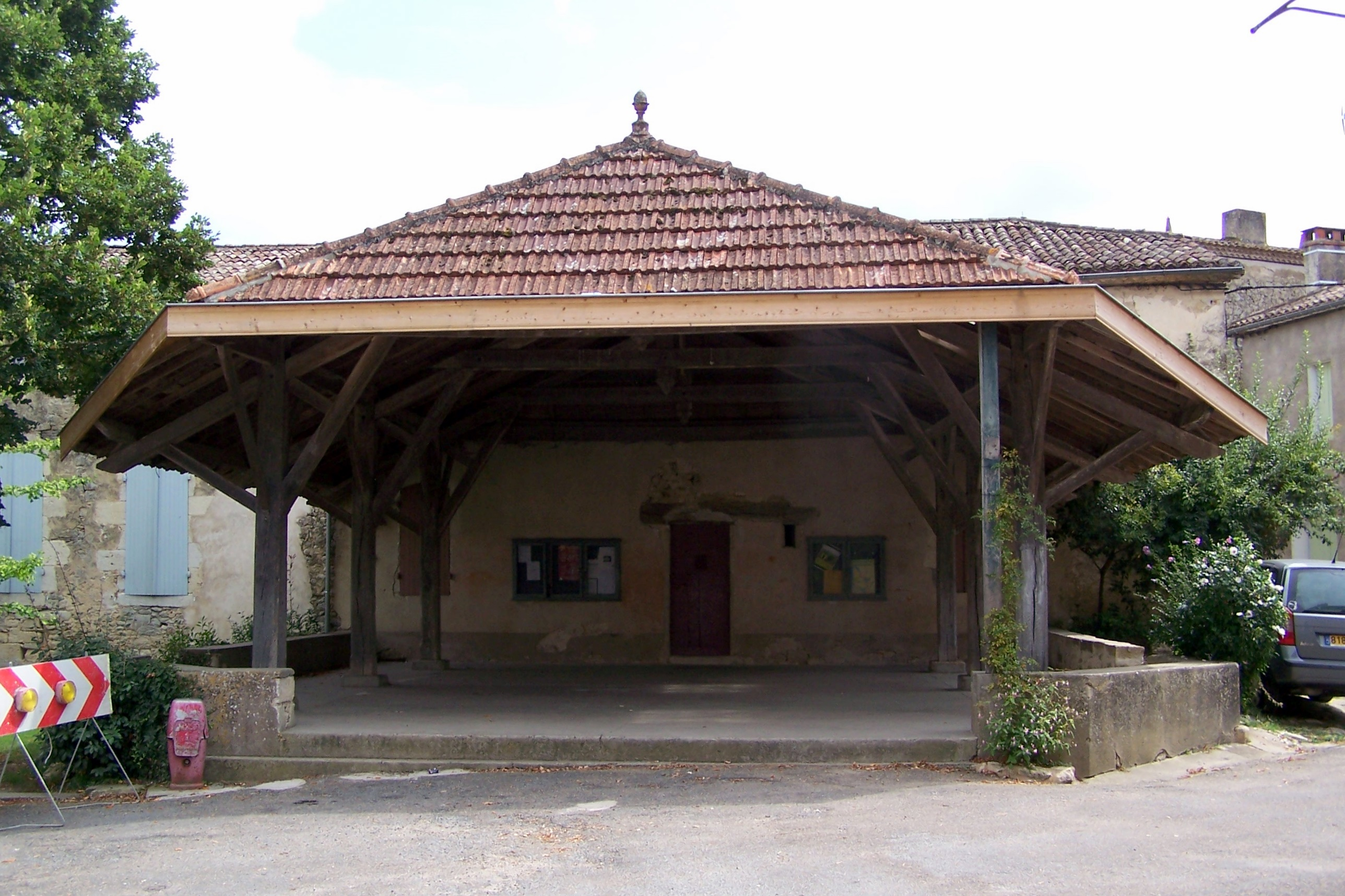
Рынок вблизи мэрии (август 2011)
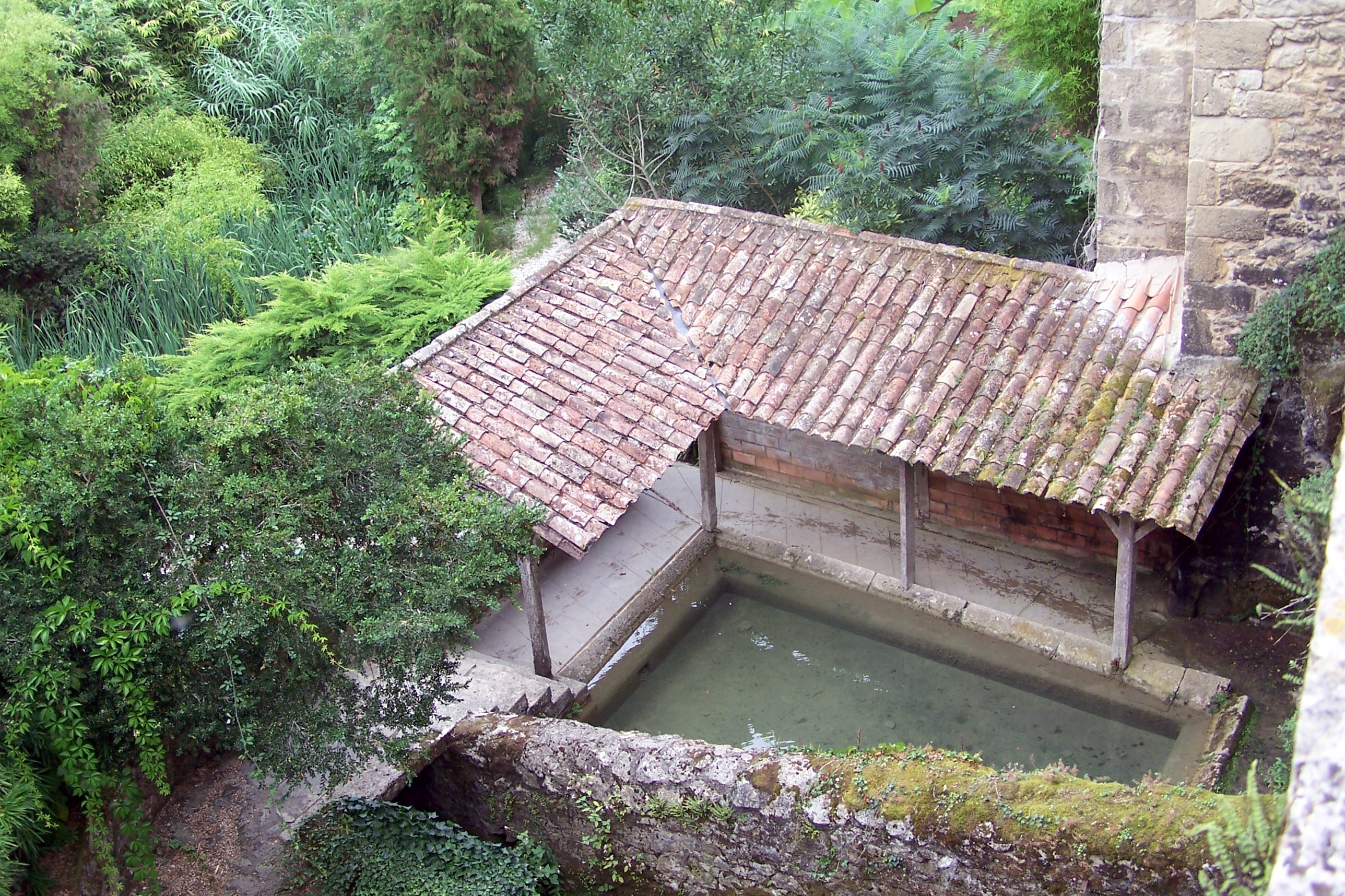
Место для стирки рядом с цветущим садом (август 2011)
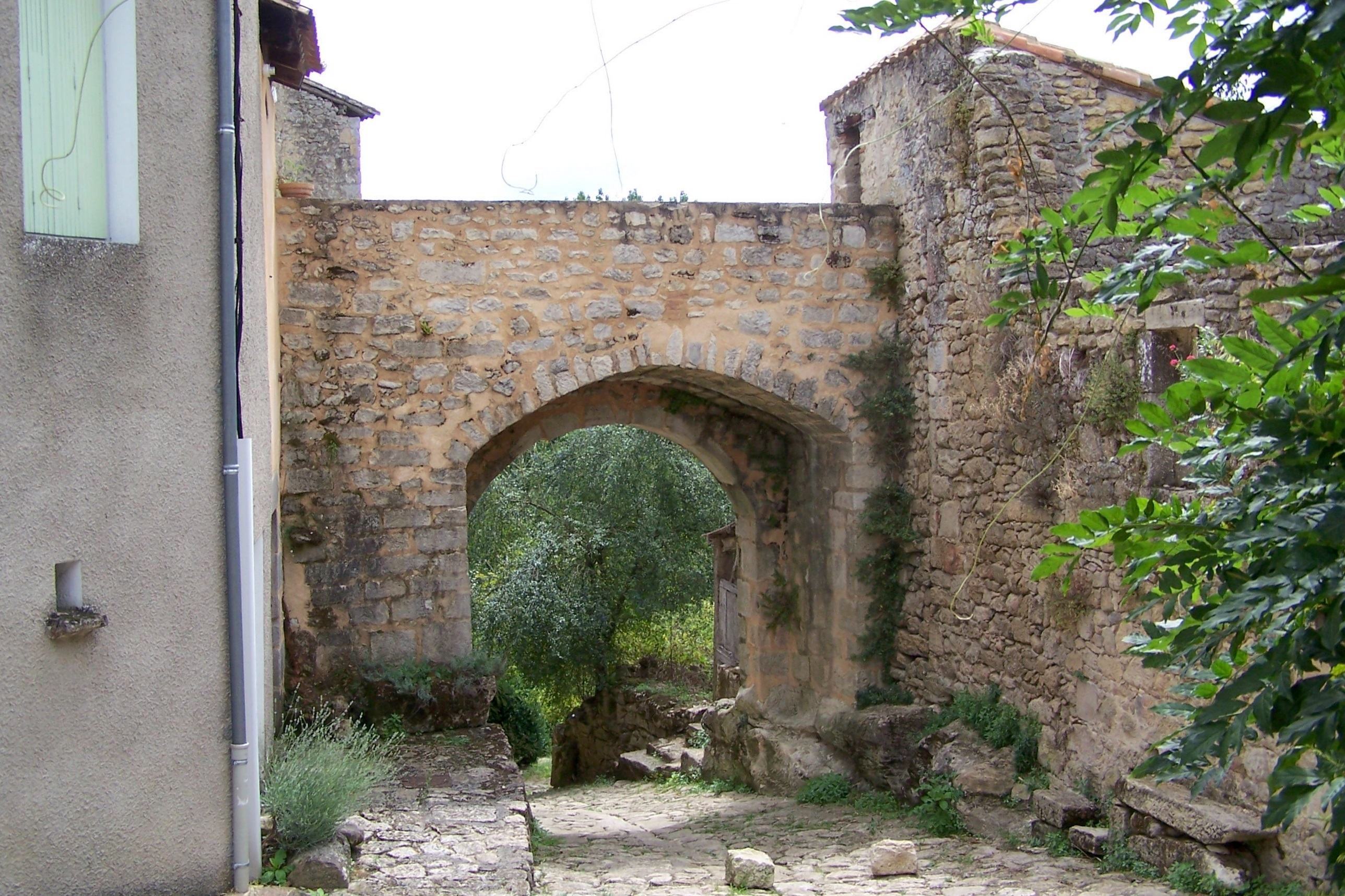
Средневековые ворота и мост (август 2011)
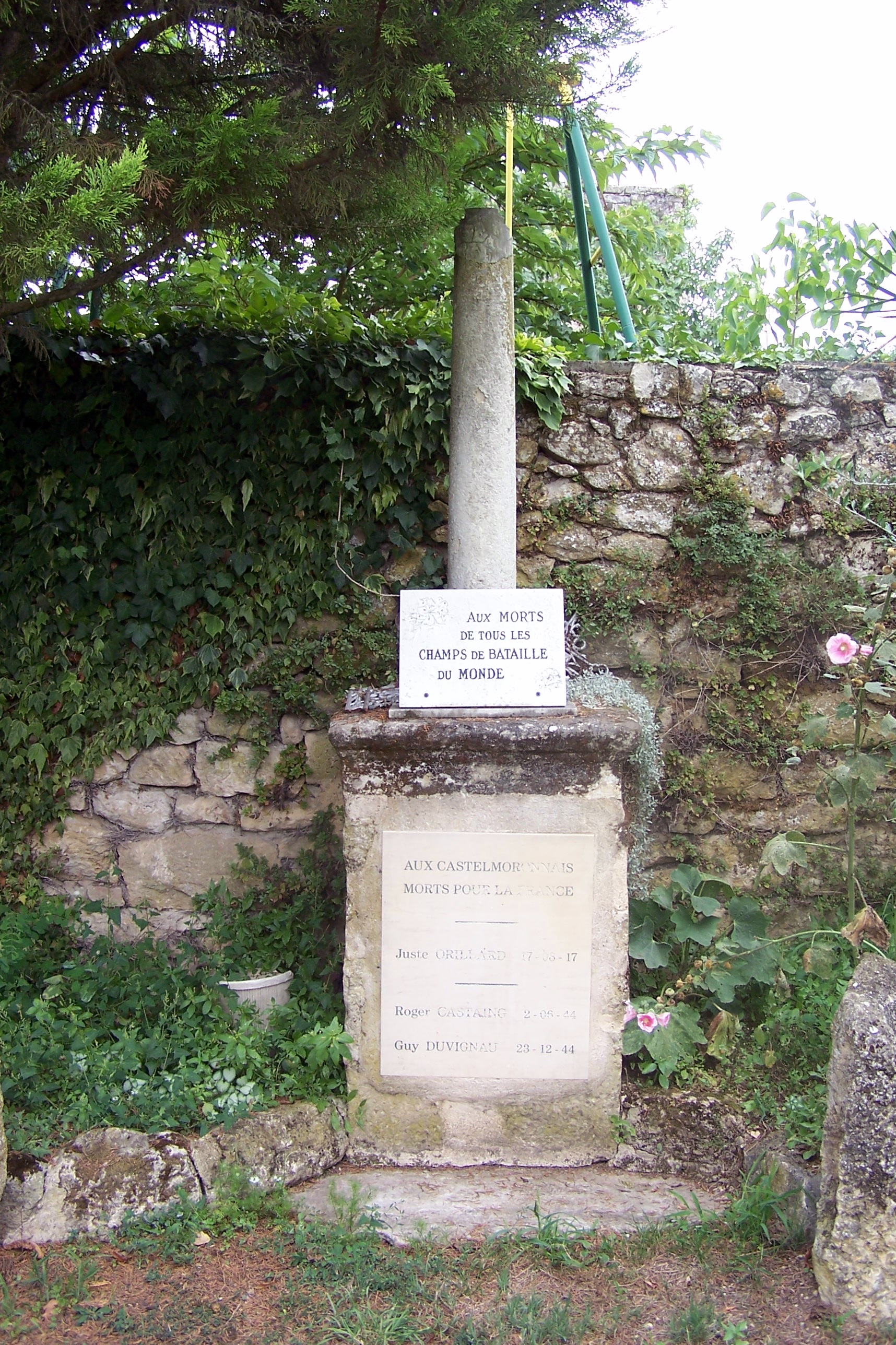
Мемориал в честь погибших за Францию (август 2011)

## Известные уроженцы
Жанна д'Альбре